# Robert De La Rouchefoucauld
Comte Robert Jean Marie de La Rochefoucauld (16 de setembro de 1923 - 8 de maio de 2012) foi um membro da Resistência Francesa e da Special Operations Executive durante a Segunda Guerra Mundial, e também prefeito de Ouzouer-sur-Trézée - uma cidade canal no Vale do Loire, França - de 1966 à 1996. Robert de La Rochefocauld é lembrado por suas corajosas peripécias durante a guerra como um heroico espião e sabotador, envolvendo uma eclética e engenhosa coleção de ferramentas no serviço de sabotagem e fuga, utilizando-se dos instrumentos comuns da guerra, tais como paraquedas, explosivos, e um submarino. Em honra ao seu trabalho pela  França e como agente secreto da Inglaterra durante a guerra, foram-lhe concedidas as Ordens de Cavaleiro da Legião de Honra, Cruz de Guerra, Medalha de la Résistance, e a Medalha de Conduta Excepcional.

## Biografia

### Juventude
Robert de La Rochefoucauld nasceu a 6 de setembro de 1923, em Paris, um de 10 irmãos numa família que morava numa elegante área próxima à Torre Eiffel. Filho de Olivier de La Rochefoucauld, sua família era parte da nobreza francesa, e mais tarde Robert de La Rochefoucald passou a usar o título aristocrático de Conde. Ele estudou em escolas particulares na Suíça e Áustria e, aos 15 anos, recebeu um afago de Adolf Hitler na bochecha, durante uma visita escolar em seu refúgio Alpino de Berchtesgaden.

### Segunda Guerra Mundial
Robert de La Rochefoucauld tinha 16 anos durante a Invasão alemã à França, em maio de 1940. O pai de Conde de La Rochefoucauld foi feito de prisioneiro, e assim, o Conde tornou-se parte do Gaullismo, um seguidor de Charles de Gaulle, que estava reunindo as Forças Francesas Livres na Inglaterra. Certo dia, um funcionário dos correios o informou acerca de uma carta que ele havia visto que denunciava Robert a Gestapo. Assim, ele foi mandado por seus pais para se esconder em Paris, onde decidiu, aos 18 anos, juntar-se ao General de Gaulle.

#### Resistência Francesa
Com a ajuda da Resistência Francesa, Conde de La Rochefoucald criou um pseudônimo e fugiu para a Espanha, em 1942, com dois aviadores britânicos abatidos, que também estavam sendo abrigados clandestinamente. Ele esperava chegar à Inglaterra e se aliar ao movimento de de Gaulle. As autoridades espanholas (lideradas por Francisco Franco) internaram os três homens no Campo de Prisioneiros de Miranda de Ebro, mas Conde de La Rochefoucald fingiu ser britânico (mudando seu sotaque) e foi entregue à Embaixada da Inglaterra durante uma evacuação organizada. Os britânicos, após terem assegurado a liberdade dos três homens, ficaram tão impressionados com a valentia e engenhosidade de Conde de La Rochefoucald que pediram-lhe que se juntasse a Special Operations Executive, a unidade clandestina conhecida como S.O.E., a qual o Primeiro Ministro Winston Churchill havia criado em 1940 para, de acordo com suas próprias palavras, "colocar a Europa em chamas", ao trabalhar com grupos de resistência no continente ocupado pelos alemães. Recebido por Charles de Gaulle em pessoa, a quem ele expressou seu dilema (escolher entre a S.O.E. ou as Forças Francesas Livres), ele foi encorajado a escolher a S.O.E. mesmo que tivesse de se aliar ao diabo, "Se é pela França, então vamos em frente".

#### Trabalhando para a S.O.E.
Os britânicos levaram de La Rochefoucald para Londres, Inglaterra, onde o treinaram para pular de aviões, ativar explosivos, e matar um homem rapidamente usando apenas as mãos. Eles o soltaram de paraquedas na França, em junho de 1943. Na França, ele destruiu uma subestação elétrica e explodiu trilhos de trem em Avallon, mas foi capturado e setenciado à morte pelos Nazistas. Enquanto era levado para ser executado, ele pulou da traseira do caminhão de seus captores, desviou de balas, e saiu correndo pelas ruas próximas. Ele acabou chegando ao exterior de um quartel-general alemão, onde viu uma limousine com uma bandeirinha com uma Suástica, seu motorista nas proximidades, e as chaves na ignição. Ele saiu dirigindo com o carro e depois pegou um trem para Paris, escondendo-se em um dos banheiros. The Daily Telegraph citou-o com a seguinte frase: "Quando nós chegamos a Paris, senti-me embriagado de liberdade". Mais tarde, a S.O.E. o evacuou para Inglaterra via submarino, que estava sujeito a ataques inimigos.
Em maio de 1944, Conde de La Rochefoucald voltou à França via paraquedas. Vestido como um trabalhador comum, ele contrabandeou explosivos para dentro de uma enorme instalação de munições alemã em Saint-Médard. Durante o curso da missão de quatro dias, cujo codinome era "Sol", 40 quilos de explosivos foram contrabandeados, escondidos dentro de pães ocos e sapatos especialmente projetados, para dentro da fábrica. Ele ativou os explosivos no dia 20 de maio e, depois de escalar um muro, fugiu de bicicleta. Depois de informar Londres (a resposta deles sendo um simples “Félicitations”), ele tomou várias garrafas com o líder da Resistência local, acordando no dia seguinte de ressaca. Porém, Robert de La Rochefoucald foi logo capturado pelos alemães uma vez mais, em Fort du Hâ. Em sua cela, Robert fingiu um ataque epiléptico, e quando o guarda abriu a porta, o Conde de La Rochefoucald golpeou-o com a perna de uma mesa e depois quebrou seu pescoço. Ele pegou o uniforme do guarda e sua pistola, atirou em mais dois guardas, e escapou. Desesperado para evitar uma recaptura, ele contatou um trabalhador clandestino francês cuja irmã era uma freira. Ele pegou sua roupa emprestada e vestiu seu hábito. Locomoveu-se discretamente e chegou ao lar de um agente mais velho, que o escondeu.
Com o Dia D iminente, Rochefoucald não retornou a Londres, escolhendo, em vez disso, ficar na França e ajudar a Resistência a derrotar os alemães. Ele liderou dúzias de missões de sabotagem e espionagem durante a campanha da Normandia enquanto os Aliados empurravam os alemães de volta para Berlim. Durante uma missão, ele foi capturado pela Schutzstaffel, trazido a um campo para ser executado por um pelotão de fuzilamento, mas antes que os nazistas pudessem completar a execução, os aliados de Robert de La Rochecouald da Resistência invadiram o local e tomaram posse das metralhadoras nazistas, ganhando tempo para que Robert escapasse com vida. Seu último ataque atrás das linhas inimigas ocorreu em abril de 1945, onde ele liderou um ataque noturno para destruir um abrigo blindado próximo a Saint-Vivien-de-Médoc, na costa oeste francesa, na boca da Gironde. Subindo o rio, ele aproximou-se do abrigo, matou o guarda que ali estava, e explodiu o local, forçando os alemães a recuarem para sua posição defensiva final no mar de Verdon. Pouco depois, seu joelho foi aleijado numa explosão de mina, forçando-o a ficar um mês fora de combate. Conde de La Rochefoucald fez uma viagem a Berlim depois do Dia V-E, e foi beijado na boca pelo oficial soviético do Exército Vermelho Gueorgui Júkov, que então era o comandante da zona de ocupação soviética.

### Trabalho após a guerra
A S.O.E. foi desmanchada em 1946. Como oficial no exército francês pós-guerra, Conde Robert de La Rochefoucald treinou tropas francesas e conduziu ataques ao Việt Minh durante a Primeira Guerra da Indochina. Ele também teve participação na Guerra do Suez, em que os franceses se uniram aos britânicos e a Israel contra o Egito pelo controle do Canal de Suez. Eventualmente, ele buscou se aventurar em negócios internacionais, como dirigir uma companhia de bananas na Venezuela, e viver em Camarões.

#### Prefeito de Ouzouer-sur-Trézée
Conde de La Rochefoucald foi o prefeito de Ouzouer-sur-Trézée por 30 anos (1966-1996). Seu livro de memórias, "La Liberté, C'est Mon Plaisir, 1940-1946" (A Liberdade, Este é o Meu Prazer) foi publicado em 2002.

#### Julgamento de Maurice Papon
Em 1997, Robert de La Rochefoucald testemunhou em favor de Maurice Papon, que estava sendo julgado por acusações de ter deportado 1.600 judeus franceses para a morte em campos de concentração nazistas, na época em que Papon era um oficial da França de Vichy. Robert de La Rochefoucald disse à corte que Papon arriscou sua vida para ajudar a Resistência e os Aliados da Segunda Guerra. O Sr. Papon foi condenado por ser cúmplice do regime Nazista, mas fugiu para Suíça enquanto apelava. Ele foi preso num hotel de Gstaad, onde havia se registrado com o nome de Robert Rochefoucald. Um dos advogados de Papon disse mais tarde que o Conde de La Rochefoucald dera seu passaporte a Papon. Papon foi levado de volta para França e serviu menos de três anos de sua sentença antes de ser solto. Ele morreu em 2007.

### Morte
A notícia da morte de Robert de La Rochefoucald emergiu no dia 8 de maio de 2012, a princípio anunciada por sua família num folhetim francês chamado Le Figaro, e então informado no fim de junho pela imprensa britânica. Ele tinha 88 anos. Até a data de sua morte, crê-se que Robert de La Rochefoucald tenha sido um dos últimos sobreviventes da equipe francesa da S.O.E. de Churchill.

## Vida pessoal
Robert de La Rouchefoucald pertenceu a uma das famílias mais antigas da nobreza francesa, cujos membros incluíram o escritor de aforismos François de La Rochefoucauld, que viveu no século 17. De La Rochefoucauld casou-se com Bernadette de Marcieu de Gontaut-Biron; eles tiveram um filho chamado Jean, e três filhas (Astrid, Constance, e Hortense).

## Obra
- Robert de La Rochefoucauld (2002). La Liberté, C'est Mon Plaisir, 1940-1946 (Freedom is my pleasure). [S.l.]: Perrin. ISBN 9782262019846

## Representações artísticas
A DreamWorks planeja futuramente adaptar o livro nunca publicado "Noble Assassin", de Paul Kix, baseado nas desventuras de Robert de La Rochefoucald. O filme será escrito por Scott Silver (O Vencedor), e dirigido por Cary Fukunaga (True Detective).